# Горкун Роман Владиславович
Рома́н Владисла́вович Горку́н (нар. 24 вересня 1994, м. Луганськ, Україна — пом. 3 лютого 2017, м. Попасна, Луганська область, Україна) — солдат Збройних сил України, учасник російсько-української війни, стрілець-санітар 17-ї ОТБр, псевдо «Смайлик».

## Життєпис
Народився 1994 року в Луганську. Виховувався бабусею. Після закінчення загальноосвітньої школи в Луганську продовжив навчання у м. Кривий Ріг, де закінчив Державний професійно-технічний навчальний заклад «Криворізький навчально-виробничий центр» за фахом «агент з організації туризму».
Наприкінці 2014 року виїхав із захопленого російськими терористами Луганська у Кривий Ріг, до бабусі. Мешкав у Покровському районі міста. 2015 призваний до лав Збройних Сил України, проходив службу у Криворізькій танковій бригаді. Навесні 2016 підписав контракт і залишився у своєму підрозділі.
Солдат, стрілець-санітар механізованого відділення 2-го механізованого взводу 1-ї механізованої роти 1-го механізованого батальйону «Хижак» 17-ї окремої танкової бригади, в/ч А3283. Понад 7 місяців перебував на передовій, захищав рідну Луганщину.
3 лютого 2017 року близько 19:00, під час мінометного обстрілу російсько-терористичними військами українських позицій поблизу с. Новозванівка та Троїцьке Попаснянського району, дістав осколкове поранення у шию та голову від 120-мм міни, що влучила в окоп. Помер від поранень близько 22:15 в лікарні м. Попасна.
Похований у Кривому Розі на Алеї Слави Центрального кладовища.
Залишились батько у Києві та бабуся в Кривому Розі.

## Нагороди
- Указом Президента України № 104/2017 від 10 квітня 2017 року, за особисту мужність, виявлені у захисті державного суверенітету та територіальної цілісності України, самовіддане виконання військового обов'язку, нагороджений орденом «За мужність» III ступеня (посмертно)[4].
- Рішенням виконкому Криворізької міськради № 34 від 7 лютого 2017 року, за особисту мужність і героїзм, самовідданість та вірність військовій присязі й народу України, проявлені при виконанні військового обов'язку — захисті територіальної цілісності та недоторканості України, нагороджений нагрудним знаком «За заслуги перед містом» III ступеня (посмертно).

## Вшанування пам'яті
5 жовтня 2017 року о 12:00 в Кривому Розі відбудеться урочисте відкриття меморіальної дошки Роману Горкуну в Криворізькому НВЦ за адресою: м. Кривий Ріг, вул. Фабрична, 5.